# Marc Venard
Pour les articles homonymes, voir Venard.
Marc Venard, né le 7 novembre 1929 à Versailles et mort le 11 novembre 2014 à Rouen, est un historien et professeur d'histoire français.

## Biographie
Élève de l'École normale supérieure (1950 L), Marc Vénard est agrégé d’histoire (1954).  
Il enseigne l'histoire au lycée d'Avignon, et participe aux travaux du Groupe de la Bussière, fondé autour de Charles-Marie de La Roncière.  
Après la soutenance de sa thèse d'État en histoire en 1977, à l'université Paris-IV, consacrée à  	
« L'église d'Avignon au XVIe siècle » et dirigée par Alphonse Dupront, il est nommé professeur d'histoire moderne à l'université de Rouen (1978-1988) puis à l'université Paris-Nanterre (1988-1994). 
Il s'intéresse d'abord au XVIIe siècle auquel il consacre en 1953 son mémoire d'études spécialisées, publié en 1957. Puis il se spécialise en l'histoire religieuse du XVIe siècle. Il participe à la rédaction de l'Histoire du christianisme des origines à nos jours, avec Luce et Charles Pietri, André Vauchez et Jean-Marie Mayeur, et en dirige les volumes 7 à 9.Il est considéré comme un historien important pour les études religieuses à l’aube des Temps modernes.

## Distinctions
- Officier de l'ordre des Palmes académiques

Il est élu membre de l'Académie des sciences, belles-lettres et arts de Rouen en 2003. 
Il a été président de la Société d'histoire ecclésiastique de la France devenue la Société d'histoire religieuse de la France et est membre du comité de rédaction de la Revue d'histoire de l'Église de France, qu'il présida.

## Publications
- Bourgeois et paysans au XVIIe siècle. Recherche sur le rôle des bourgeois parisiens dans la vie agricole au sud de Paris au XVIIe siècle, Paris, SEVPEN, 1957 lire en ligne sur Gallica
- Le Monde et son histoire, tomes V et VI, Paris, Bordas-Laffont, 1967 ; rééd. coll. Bouquins, 1971
- Répertoire des Visites pastorales de la France. Première série : anciens diocèses (jusqu’en 1790), Paris, éd. du CNRS, 1977-1985, 4 vol. (en collaboration avec D. Julia). Corrections et Compléments, Paris, SHRF, 2006
- Réforme protestante, Réforme catholique dans la province d’Avignon, XVIe siècle, Paris, éd. du Cerf, 1993
- La religion dans la France moderne (avec Anne Bonzon), Paris, Hachette, 1998
- Direction et rédaction partielle de l’Histoire du Christianisme, Paris, Desclée :
  - tome 7, De la réforme à la Réformation (1450-1530), 1994
  - tome 8, Le temps des Confessions  (1530-1620/40), 1992
  - tome 9, L’Âge de raison (1620/40-1750), 1997  (ISBN 2718906340)
- Le Catholicisme à l’épreuve dans la France du XVIe siècle, Paris, éd. du Cerf, 2000 (recueil d’articles)  (ISBN 220406307X) prix Gossier, de l'Académie des sciences, belles-lettres et arts de Rouen
- « Le Sang du Christ : sang eucharistique ou sang relique ? », Tabularia « Les « Précieux Sangs » : reliques et dévotions »,‎ 26 juin 2009 (DOI 10.4000/tabularia.1128)
- Les Confréries dans la ville de Rouen à l’époque moderne, XVIe – XVIIIe siècles, Rouen, Société de l’histoire de Normandie, 2010  (ISBN 2853510158)
- Contributions au Dictionnaire d’histoire et de géographie ecclésiastiques (article « France, XVIe siècle » et quelques autres) ;  à l’Histoire générale de l’enseignement et de l’éducation en France, Paris, Nouvelle Librairie de France, tome 2, 1981 ; rééd. 2003 ; et à l’Histoire de la France religieuse, Paris, Le Seuil, tome 2, 1988 ; à The Oxford Encyclopedia of the Reformation, New York et Oxford, 1996 (art. « Assembly of Clergy » et « France »)
- (vidéo) « Au miroir de Clio », 28 septembre 2014, (une histoire de la Réforme catholique) :